# Rdečilo za ustnice
Rdečilo za ustnice ali pogovorno »šminka« je kozmetični  proizvod, ki se uporablja za obarvanje in nego ustnic. Vsebuje barve, olja, voske in druga sredstva, ki negujejo in mehčajo ustnice. Na tržišču obstaja veliko različic rdečila za ustnice. Tako kot ostali kozmetični proizvodi, je tudi rdečilo za ustnice tipičen, vendar ne izključno ženskam namenjen lepotilni proizvod. Uporaba rdečila za ustnice sega že v starodavne čase.

## Zgodovina
Ženske v starodavni Mezopotamiji so bile najverjetneje prve, ki so izumile in uporabljale rdečilo za ustnice. Zdrobile so žlahtno kamenje in prah uporabile za okrasitev ustnic.  Ženske v starodavni indijski civilizaciji pa so obarvale ustnice za obrazno dekoracijo. V egipčanski civilizaciji so dobili izvleček rdeče barve iz focus-algina, 0,01 % joda in nekaj broma, kar je povzročalo resne bolezni. Rdečila s svetlikajočim učinkom so bila prvotno narejena iz perlaste snovi, ki so jo našli v ribjih luskah. 
V času islamske zlate dobe je znan arabsko-andaluzijski kozmetolog Abu al-Qasim al-Zahrawi izumil trdno, kompaktno rdečilo za ustnice. Parfumirane palčke je valjal in pritisnil na posebne modele, ki jih je opisal v svojem delu Al-Tasrif. V Srednjeveški Evropi je uporabo rdečil za ustnice prepovedala cerkev. Njeno prepričanje je bilo, da se rdečilo uporablja kot »utelešenje Satana« - kozmetika, ki je »rezervirana« za prostitutke.

### Velika Britanija
Barvanje ustnic je postalo bolj priljubljeno v 16. stoletju v Angliji. V času vladavine kraljice Elizabete so postale modne svetlo rdeče ustnice in močno bel obraz. V tem času je bilo rdečilo za ustnice iz mešanice čebeljega voska in rdečih barvil iz rastlin. Rdečila za ustnice in maske so uporabljale le ženske višjega sloja in moški igralci. 
Leta 1770 je britanska zakonodaja predlagala parlamentu, da bi bilo treba zakon razveljaviti, če je ženska uporabljala kozmetiko pred poročnim dnevom. 
Skozi večji del 19. stoletja v Veliki Britaniji očitna uporaba kozmetike ni bila sprejemljiva pri uglednih ženskah in je bila povezana z marginaliziranimi skupinami, kot so igralke in prostitutke. Zdelo se je nesramno in neotesano nositi ličila.  Leta 1850 so objavili opozorila o nevarnosti o uporabi svinca in cinobra, ki se uporabljata v kozmetiki za obraz. Do konca 19. stoletja je Guerlain, francosko kozmetično podjetje, začelo s proizvodnjo rdečila za ustnice. Prva komercialna šminka je bila izumljena leta 1884 v Parizu. Prekrita je bila s svilenim papirjem in narejena iz jelenovega loja, ricinusovega olja in čebeljega voska.  Pred tem so šminke izdelovali kar doma.  Šminko in celotno uporabo kozmetike so modne Londončanke v Angliji popolnoma sprejele najkasneje do leta 1921.

### Združene države Amerike
V 19. stoletju je bila šminka obarvana s karmin barvo. Barva je bila izvleček iz žuželk košeniljk, ki živijo v Mehiki in Srednji Ameriki na rastlinah kaktusov. Košeniljke proizvajajo karminsko kislino za odvračanje drugih insektov. Karminska kislina, ki sestavlja med 17 % in 24 % teže posušene žuželke, se lahko pridobi iz teles žuželk in jajc. Meša se s solmi aluminija ali kalcijem, s tem nastane karmin.:36
Ta šminka ni bila v tubi, nanašati jo je bilo potrebno s čopičem. Tovrstna šminka je bila draga in videz je bil zelo nenaraven, primeren bolj za gledališče, tako šminka ni bila primerna za vsakdanjo rabo. Primerna je bila samo za igralce in igralke. Leta 1880 je le peščica odrskih igralk nosilo šminko tudi v javnosti.   Pred koncem 19. stoletja so ženske uporabljale ličila le doma. Slavna igralka Sarah Bernhardt je med prvimi pričela nositi šminko tudi v javnosti. V začetku leta 1890 so Carmine barvo pomešali z oljem in bazo iz voska. Zmes je naredila bolj naraven videz in je bila bolj sprejeta med ženskami. V tem času ni bila šminka v kovinski embalaži na navoj, temveč je bila na voljo v obliki papirnate cevi ali v manjših lončkih  Sears Roebucksov katalog je prvi ponujal rdečila za ustnice in lica v poznih 1890ih.
Do leta 1912 so modno usmerjene Američanke rdečilo popolnoma sprejele, čeprav je New York Times objavil članek o previdnosti glede uporabe rdečila za ustnice. 
Do leta 1915 je bila šminka prodajana v kovinskih posodicah, ki jih je izumil Maurice Levy. Ženske so pritisnile majhen vzvod na strani posodice z robom nohta in s ten potisnile šminko na nevzgor.  Leta 1923 je bila izumljena prva vrtljiva šminka v obliki tulca, ki jo je patentiral James Bruce Mason Jr. iz Nashvilla v Tennesseeju. Ker so ženske začele nositi šminko na fotografijah, je prav fotografija naredila šminko sprejemljivo med žensko populacijo.  Elizabeth Arden in Estee Lauder sta začeli prodajati šminko v svojih salonih. 
Med drugo svetovno vojno šminko v kovinskih cevkah nadomesti embalaža iz plastičnih in papirnatih cevk. Šminko se je v tem času težko dobilo zaradi pomanjkanja nekaterih bistvenih sestavin - nafte in ricinusovega olja, ker ju ni bilo na voljo. V času druge svetovne vojne pa so lahko ženske delale v inženirskih in znanstvenih raziskavah. V poznih 1940ih je Hazel Bishop, ki je bila po poklicu organski kemik iz New Yorka, ustvarila prvo dolgo obstojno šminko, ki se je imenovala No-Smear šminka.  S pomočjo oglaševalca Raymonda Spectra je šminka postala prodajna uspešnica. 
Rdečila za ustnice v drugih oblikah, npr. polobstojna tekoča rdečila brez voska, so bila izumljena leta 1990ih v mednarodnem podjetju Lip-Ink International. Takoj za njimi so začela tudi druga farmacevtska in kozmetična podjetja izdelek posnemati in nuditi svoje lastne različice dolgotrajnega rdečila imenovanega "lip stain« ali »tekoče rdečilo za ustnice."

### Španija
Leta 1922 je podjetje Puig predstavilo prvo šminko z imenom Gospa. 

## Antropologija
Britanski zoolog Desmond Morris je predstavil teorijo imenovano skrita ovulacija. Ta teorija ima ustnice dobesedno za »genitalni odmev«:  ženske ustnice in spolovilo sta si podobna po teksturi, čvrstosti in barvi. Kadar so ženske spolno vzburjene, zaradi navala krvi nabreknejo in pordijo tako ustnice kot genitalije in postanejo občutljivejše na dotik. Morris je svojo hipotezo o genitalnem odmevu preizkusil tako, da je prostovoljcem pokazal fotografije žensk z različno pobarvanimi ustnicami in jih prosil, naj jih razvrstijo po privlačnosti. Moški so dosledno izbrali kot najprivlačnejše tiste, katerih ustnice so bile najbolj živordeče, torej videti najbolj vzburjene.

## Trendi
Ves čas začetka 20. stoletja je bila šminka na voljo le v omejenem številu odtenkov.
Temno rdeča je bila ena izmed najbolj priljubljenih odtenkov skozi 19. in 20. stoletje. Temno rdeča šminka je bila popularna v 1920. Neodvisne ženske t. i. Flappers so po 2. svetovni vojni nosile šminko, ki je simbolizirala njihovo neodvisnost. Šminka se je nosila okoli ustnic v obliki Cupidovega loka, ta je navdihnila tudi igralka Claro Bow.  V tistem obdobju je bilo sprejemljivo uporabljati šminko v javnosti in med kosilom, vendar nikoli na večerjah. 
V začetku leta 1930 so pri Elizabeth Arden začeli proizvajati različne barve šmink. Prav ona je navdihnila druge družbe, da so začele ustvarjati različne odtenke šmink.  Leta 1930 je bila šminka videti kot simbol seksualne zrelosti. Najstnice so verjele, da je bila šminka simbol ženskosti, odrasli pa so jo videli kot dejanje upora. Mnogi Američani, predvsem priseljenci, niso sprejeli dejstva, da najstnice nosijo šminko. Raziskava iz leta 1937 je pokazala, da se več kot več kot 50% najstnic bori s svojimi starši zaradi uporabe šminke. 
V sredini leta 1940 je več najstniških knjig in revij poudarilo, da je moškim bolj všeč naraven izgled kot naličen obraz. Knjige in revije so tudi opozarjale, da bi lahko dekleta, ki nosijo kozmetiko uničile svoj ugled in možnosti za kariero. Vsebina teh člankov je bila, da je šminka za tiste najstnice, ki se obnašajo zelo provokativno z moškimi.  Kljub povečani uporabi kozmetike, je bila le-ta še vedno povezana s prostitucijo. Najstnice je odvračalo od kozmetike dejstvo, da bi jih zamenjali za lahka dekleta in prostitutke. 
Do leta 1950 sta filmski igralki Marilyn Monroe in Elizabeth Taylor pomagali ponovno popularizirati temno rdeče ustnice. Leta 1951 je raziskava pokazala, da sta dve tretjini deklet nosili šminko.
Leta 1950 je Hazel Bishop, po poklicu kemik, ustanovila družbo Hazel Bishop Inc., za promocijo svojega izuma dolgoobstojne šminke ("ostane na vas ... ne na njem"), ki se je hitro uveljavila.  Ob koncu leta 1950 kozmetično podjetje z imenom Gala predstavi bledo svetlikajočo šminko. Kasneje je Max Factor ustvaril priljubljeno barvno šminko, imenovano »Jagodni biskvit«. Drobni proizvajalci so začeli ustvarjati rdečila v barvi sivke, bledo roza, beli in barvi breskve. Ker starši običajno niso dovolili mladim dekletom nositi rdeče šminke, so najstnice začele uporabljati šminko v roza in barvi breskve, ki so s tem postale zelo trendne.  Bela ali skoraj bela šminka je bila popularna v 1960.  Rock skupine, kot sta Ronettes in Shirelles, sta popularizirali belo šminko. Dekleta so nanašala belo šminko preko roza šminke ali pa kar korektor za oči namesto šminke na ustnice. V tem času so bile šminke bodisi mat bodisi čisto ali rahlo svetleče. V šestdesetih letih je bila šminka povezana z ženskostjo. Ženske, ki niso nosile šminke, so sumili, da so duševno bolne ali lezbijke. 
V sedemdestih letih so številne kozmetične družbe proizvajale šminke v bolj nenavadnih barvah, kot so mavrično-svetlo modra (Kanebo), motno-svetlo zelena (Revlon) in srebro-svetlikajoča mornarsko modra (Biba). MAC kozmetika je še napej izdajala omejene kolekcije rdečil in zbirateljske šminke v široki paleti barv in zaključkov, vključno z nenavadnimi odtenki vijolične, modre in zelene.
Črna šminka je postala priljubljena v poznih 1970 in v 1990. V petdestih letih so črno šminko nosile le igralke v grozljivkah. Črna šminka je ponovno postala popularna v punk in goth subkulturah. 
V sredini 1980-ih so začeli prodajali tako imenovane razpoloženjske šminke , ki so jih dale na trg velika kozmetična podjetja. Ta vrsta šminke spremeni barvo na osnovi pH kože uporabnika, barva naj bi odražala uporabnikovo razpoloženje.  Prej so bile takšne šminke na voljo kot ličila za otroške punčke. Ponovno so jih začeli proizvajati v zgodnjem 21. stoletju, ki so jih ponudile na trg kot cenovno dostopne ekskluzivne kozmetične linije. Spreminjanje barve se je pojavilo tudi v lip glossih, kot je Smashboxov O-Gloss, in v rdečilih za lica, kot je Stilov Blush Color. 
V devetdesetih letih prejšnjega stoletja je postala popularna pol-mat rjava šminka. Odtenki rjave so bili zelo priljubljeni. Ti odtenki so navdihnili tudi več TV serij, kot so "Friends" (Prijatelji). V poznih 1990-ih in na prehodu v 21. stoletje so postali zelo priljubljeni biserni odtenki. Ustnice niso bile več mat ali pol-mat, bile so sijoče in vsebovale številne bleščice.

## Sestavine
Šminka vsebuje voske, olja, antioksidante in mehčala.  Vosek določa okvir za trdoto šminke. Šminke so lahko iz različnih voskov, kot so čebelji vosek, ozokerit in kandela vosek. Visoko taljiv vosek karnauba je ključna sestavina v smislu trdote šminke. Različne olja in masti setudi uporabljajo v šminkah, kot so olivno olje, mineralna olja, kakavovo maslo, lanolin in zemeljskega olja. V več kot 50% šmink izdelanih v Združenih državah Amerike vsebujejo prašičje maščobe ali ricinusovo olje, ki jim daje lesk.
Šminke dobijo svoje barve od različnih pigmentov in jezerskih barvil, vključno z, vendar ne samo, bromovimi kislinami, D & C Red No 21, Lake Dyes, kot so R & C Red 7 in D & C Red 34, in D & C Orange No 17. Roza šminke so izdelane z mešanjem brezbarvnega titanovega dioksida in rdečih odtenkov. Obstajajo organskih in anorganskih pigmenti.
Mat šminke vsebujejo več polnilnih enot kot je silikon dioksid, vendar ne veliko mehčalnih sredstev. Kremne šminke vsebujejo več voskov kot olja. Svetlikajoče in dolgoobstojne šminke vsebuje veliko olj. Dolgobstojne šminke vsebujejo tudi silikonsko olje, ki drži barvo na ustnicah. Sijajne šminke vsebujejo več olja, da dobimo svetleč zaključek na ustnicah. Šimraste šminke lahko vsebujejo sljudo, silikon dioksid, ribje luske, in sintetične delce biserov, da dobimo svetleči učinek ali svetleč sijaj. 
Šminka je narejena iz brušenja in segrevanja sestavin. Potem se ogrevanim voskom dodajo mešanice za teksturo. Nato dodajajo segrete voske v mešanico za teksturo. Olja in lanolin se dodajajo za specifično zahtevane formule. Nato se vroča tekočina vlije na kovinski kalup. Mešanica se ohladi in hrani hladna, da se šminka strdi. Ko se strdi, jo na hitro za pol sekunde opečejo z ognjem, da ustvarijo bleščečo zunanjost šminke in da se odstranijo nepravilnosti. 

## Sledi svinca
Študija ameriške skupine potrošnikov Kampanja za varno uporabo šminke, je oktobra  2007 pokazala, da 60 % šmink vsebuje sledi svinca, še posebej rdeče šminke.  Vsebnost svinca se giblje med 0,03-0,65 ppm. Tretjina šmink, ki vsebujejo svinec, presega mejo, ki je 0,1 ppm, določena s strani ameriškega Urada za prehrano in zdravila za svinec v sladkarijah.